# Giambattista Castelnuovo

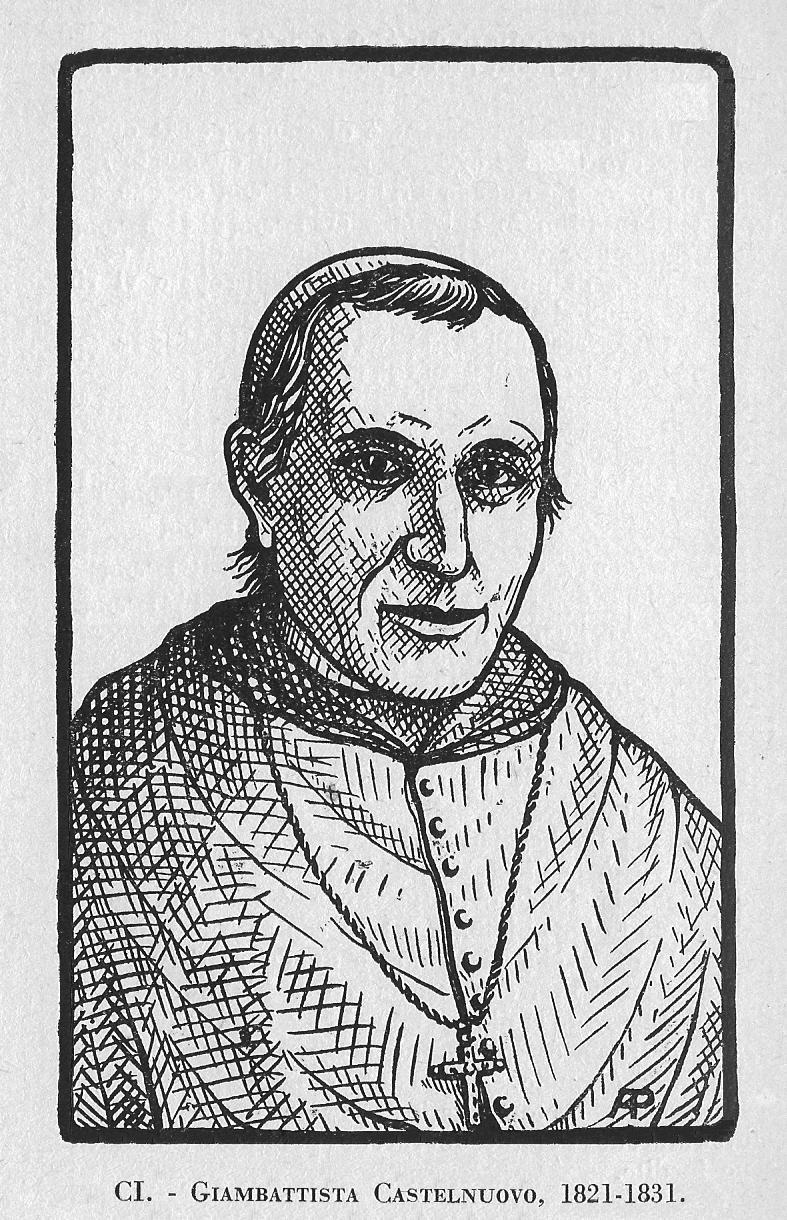
Giambattista Castelnuovo, Bischof von Como (1821–1831)

Giambattista Castelnuovo (* 3. Juni 1757 in Cesana Brianza; † 23. Dezember 1831 in Como) war ein italienischer Priester, Doktor der Theologie und Bischof von Como.

## Leben
Giambattista empfing die Priesterweihe am 7. Oktober 1781. Am 31. Dezember 1797 schloss er sein Studium der Theologie und des kanonischen Rechts an der Universität Pavia ab. Er trat in die Kongregation der Oblaten ein und lehrte in den Seminaren von Pavia und Mailand. Ab 1800 war er Pfarrer, Probst und Vikar foraneo in Corbetta. Auf Vorschlag des kaiserlichen Konstituts von Wien vom 3. Juni 1820 wurde er am 8. Januar 1821 vom Papst Pius VII. als Bischof von Como bestätigt.
Der Erzbischof von Mailand weihte ihn am 8. April 1821 zum Bischof. Am 31. Mai 1821 zog er feierlich in Como ein. Er besuchte zweimal die gesamte Diözese Como. Er wurde in der Basilika von Sant’Abbondio in Como beigesetzt. Ein Band mit seinen theologischen Manuskripten wurde 1840 in Como veröffentlicht.